# 지브롤터 해전
지브롤터 해전은 1607년 4월 25일 80년 전쟁(Eighty Years' War)의 일환으로 벌어진 전투로 네덜란드 함대가 지브롤터 만에 정박하고 있던 스페인함대를 기습함으로써 발발하였다. 4시간에 걸친 교전 끝에 스페인 함대는 격멸 당했다.

## 전력
네덜란드 함대는 26척의 소형 전투함과 4척의 카르고(cargo) 함으로 이루어졌고 지휘는 야콥 판 헴스케르크(Jacob van Heemskerk)가 맡았다.
네덜란드 기함은 에올루스(Æolus)였으며 다른 네덜란드 함대는 데 티게르(De Tijger 호랑이), 데 지혼드(De Zeehond 바다표범), 데 그리피오엔(De Griffioen 그리폰), 데 루데 리우프(De Roode Leeuw 붉은 사자), 데 고우덴 리우프(De Gouden Leeuw 황금 사자), 데 즈바르테 비에르(De Zwarte Beer 검은 곰) 데 비테 비에르(De Witte Beer 백곰), 그리고 데 오크텐데스테르(De Ochtendster 샛별)등의 이름을 가진 함선들로 구성되어 있었다.
스페인 함대는 10척의 초대형 갤리온(galleons)을 포함한 21척의 함선으로 구성되어 있었고 지휘는 돈 후안 알바레스 데 아빌라(Don Juan Álvarez de Ávila)가 맡았다.
스페인 함대의 기함은 산 아우구스틴(San Augustin)이었으며 함장은 돈 후안의 아들이 맡았다. 다른 함선들로는 누에스트라 세리오라 데 라 베가(Nuestra Señora de la Vega 베가의 노부인)와 마드레 데 디오스(Madre de Dios 신의 어머니)등이 있다.

## 전투
반 힘스케르크는 휘하의 함선 일부를 만의 입구에 배치하여 스페인군의 퇴로를 차단하였다. 공격함들은 스페인의 기함을 노리라는 명을 받았다. 네덜란드 함대는 만반의 준비를 하고 전투에 돌입하였다.
반 힘스케르크는 스페인 기함을 공격하기 위해 접근하는 도중 캐넌 볼(canon ball)에 다리를 잃고 전사하였다. 네덜란드 함대는 재빠르게 갤리온들을 포위 섬멸하였으며(이러한 네덜란드 함대의 움직임은 2세기가 지나 넬슨(Nelson) 제독이 1798년의 나일 전투(Battle of the Nile)에서 그대로 사용하여 프랑스 함대를 격파한다.) 상당수의 갤리온들이 화염에 휩싸였다. 한 스페인 함선은 화약고에 포격을 당해 폭발하고 만다. 네덜란드 함대는 스페인 기함을 나포하는데 성공하나 격전 중에 함선의 제어권을 상실하고 스페인의 기함 산 아우구스틴은 대해에 표류하고 만다.
스페인 함선을 격파한 후에 네덜란드 함대는 보트에 병사를 싣고 수영하며 육지로 도망가려는 스페인 함대의 선원 수백 명을 전사시킨다.
네덜란드 함대는 반 힘스케르크를 포함한 100여명을 잃었으며 60명 정도가 부상당했다. 스페인은 거의 전 함대를 잃었는데, 이는 4천의 병력과 21척의 함선, 그리고 함대 사령관 알바레스를 잃었음을 뜻한다.